# Península del Cap Blanc

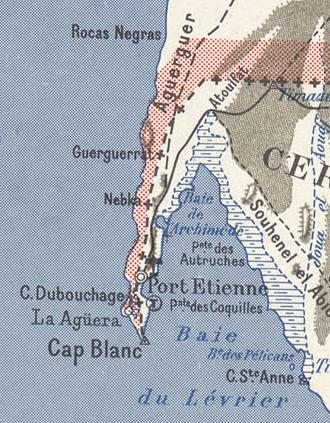
La península del Cap Blanc en un mapa del 1958

La península del Cap Blanc o península de Nouadhibou és una franja de terra que corre de nord a sud, a la costa meridional del Sàhara Occidental i septentrional de Mauritània. Rep el nom del seu extrem sud, el Cap Blanc o de Nouadhibou.

## Història
El 1884 es construeixen tres edificis a la península de Ríu d'Or (Villa Cisneros, actual Dajla), la badia de Cintra i en Cap Blanc. A partir d'aquí s'endegarà la colonització espanyola del Sahara Occidental, que es perllongarà fins al 1976.
El 1912, en els acords entre Espanya i França, la península fou dividida per la meitat entre tots dos estats, per una línia que, sorgint del cap, avançava cap al nord fins al paral·lel 20 i deixava el mateix terreny a est i oest. A la part oriental els francesos tenien l'establiment de Port-Étienne, la moderna Nouadhibou. La part occidental no estava ocupada pels espanyols, que el juny de 1920 van afermar els seus drets amb l'emissió de segells de correus, i el novembre del mateix any el governador de Río de Oro fundava la ciutat de La Agüera, avui virtualment deserta. La colònia espanyola de La Agüera fou unida a Río de Oro el 1924.
La península va restar dividida entre França i Espanya fins al 1960. El 1960 Mauritània va accedir a la independència. El 20 de desembre de 1975, la part occidental de la península fou ocupada pels mauritans en el marc dels acords de Madrid sobre el Sàhara Occidental. El 1979 Mauritània, en la guerra que va seguir contra el Front Polisario, va renunciar a la seva part del Sàhara i va reconèixer la República Àrab Sahrauí Democràtica, a la qual va traspassar jurídicament el territori, que fou ràpidament ocupat pel Marroc; això no obstant, Mauritània va conservar l'administració de la península per consentiment tàcit de marroquins i sahrauís.